# Elezioni regionali in Andalusia del 2008
Le elezioni regionali in Andalusia del 2008 si tennero il 9 marzo.

## Risultati
| Liste                                               | Voti      | %     | Seggi |
| --------------------------------------------------- | --------- | ----- | ----- |
| Partito Socialista Operaio Spagnolo                 | 2 178 296 | 48,41 | 56    |
| Partito Popolare                                    | 1 730 154 | 38,45 | 47    |
| Sinistra Unita I Verdi - Convocatoria por Andalucía | 317 562   | 7,06  | 6     |
| Coalizione Andalusa (PA - PSA - IA - LA)            | 124 243   | 2,76  | –     |
| Unione Progresso e Democrazia                       | 27 712    | 0,62  | –     |
| I Verdi                                             | 25 886    | 0,58  | –     |
| Partito di Almería                                  | 14 806    | 0,33  | –     |
| Convergenza Andalusa                                | 7 862     | 0,17  | –     |
| Ciudadanos                                          | 6 024     | 0,13  | –     |
| Sinistra Repubblicana                               | 4 815     | 0,11  | –     |
| Partito Umanista                                    | 3 951     | 0,09  | –     |
| Partito Comunista del Popolo Andaluso               | 2 743     | 0,06  | –     |
| Solidarietà e Autogestione Internazionalista        | 2 729     | 0,06  | –     |
| Falange Española de las JONS                        | 1 763     | 0,04  | –     |
| Partito Socialdemocratico Andaluso                  | 1 477     | 0,03  | –     |
| Partito Famiglia e Vita                             | 890       | 0,02  | –     |
| Partito Positivista Cristiano                       | 780       | 0,02  | –     |
| Voti in bianco                                      | 47 920    | 1,06  | –     |
| Totale                                              | 4 499 613 | 100   | 109   |